# Луіс Гартвіг
Луіс Гартвіг (нім. Luis Hartwig, нар. 23 листопада 2002, Віттен, Німеччина) — німецький футболіст, нападник клубу «Бохум».
На правах оренди грає в австрійському клубі «Санкт-Пельтен».

## Ігрова кар'єра

### Клубна
Луіс Гартвіг є вихованцем футбольної школи клубу «Бохум». У 2015 році футболіст почав свої виступи у молодіжній команді клубу. Дебютну гру в основі Гартвіг ролвів у турнірі Другої Бундесліги у січні 2021 року. Надалі не маючи постійного місця в основі, Гартвіг перед початком сезону 2022/23 відправився в оренду у австрійський клуб «Санкт-Пельтен».
У липні 2022 року у матчі на Кубок Австрії футболіст дебютував у новій команді. Через тиждень Гартвіг вийшов на поле у матчі Другої Бундесліги Австрії.

### Збірна
З 2019 року Луіс Гартвіг захищає кольори юнацьких збірних Німеччини.

## Досягнення
Бохум
- Переможець Другої Бундесліги: 2020/21